# Tadım
Tadım è un villaggio situato nel distretto di Elâzığ, nella provincia omonima, in Turchia..

## Storia
Il villaggio di Tadım è noto per la presenza di un tell (collina artificiale) che ospita i resti di una fortezza risalente al periodo degli Urartei. Questa area, denominata "Tadım Höyüğü", è stata dichiarata sito archeologico di primo grado dalla Direzione per la Conservazione dei Beni Culturali di Diyarbakır ed è attualmente protetta.